# Episodi di Dr. Klein (prima stagione)
La prima stagione della serie televisiva Dr. Klein, composta da 12 episodi, è stata trasmessa sul canale tedesco ZDF dal 18 ottobre 2014 al 2 gennaio 2015.
In Italia, la stagione è andata in onda dal 24 giugno al 2 settembre 2017 su Rai 1.
| nº | Titolo originale   | Titolo italiano       | Prima TV Germania | Prima TV Italia  |
| -- | ------------------ | --------------------- | ----------------- | ---------------- |
| 1  | Nach Hause         | Il nuovo primario     | 10 ottobre 2014   | 24 giugno 2017   |
| 2  | Inseln             | Luci e ombre          | 17 ottobre 2014   | 1º luglio 2017   |
| 3  | Ein neues Leben    | Una vita nuova        | 24 ottobre 2014   | 8 luglio 2017    |
| 4  | Hoffnungen         | Speranze              | 31 ottobre 2014   | 15 luglio 2017   |
| 5  | Eifersucht         | Gelosia               | 7 novembre 2014   | 22 luglio 2017   |
| 6  | Dicke Luft         | Aria pesante          | 14 novembre 2014  | 29 luglio 2017   |
| 7  | Sackgassen         | I sentieri della vita | 21 novembre 2014  | 5 agosto 2017    |
| 8  | Rückschläge        | L'ultimo viaggio      | 28 novembre 2014  | 12 agosto 2017   |
| 9  | Rausch             | Ebbrezza              | 5 dicembre 2014   | 19 agosto 2017   |
| 10 | Perfekte Welt      | Un mondo perfetto     | 12 dicembre 2014  | 26 agosto 2017   |
| 11 | Shatten            | Ombre                 | 19 dicembre 2014  | 26 agosto 2017   |
| 12 | Schluss mit lustig | Fine dei giochi       | 2 gennaio 2015    | 2 settembre 2017 |